# جيمس كيلر (كاتب)
جيمس كيلر (بالإنجليزية: James Keller)‏ هو قسيس وكاتب أمريكي، ولد في 27 يونيو 1900، وتوفي في 7 فبراير 1977.